# 中视影视事业部
中视影视事业部是中国国际电视总公司旗下的一个事业部。主要业务是影视制作，每年生产电视剧、专题片、情景剧、动画片、文艺演出等各类影视节目1000多集，约占全国总产量的10％。
中视影视事业部亦是国外各摄影队伍、公司在华的主要合作伙伴之一。另外《同一首歌》大型演唱会和各类主题、公益演唱会也由中视影视事业部负责。

## 下属部门
- 中国国际电视总公司影视经纪工作室
- 央视动画有限公司
- 辉煌动画有限公司

中视影视事业部下属的影视经纪工作室是国内著名经纪公司，有签约演员：陈小艺、王姬、曹颖、李诚儒、杜志国、杜淳、边潇潇、周知、薛皓文、孙大川。

## 代表作品
- 电视剧：《西圣地》、《趟过女人河的男人》、《范府大院》、《夜深沉》
- 情景喜剧：《百年老店的故事》、《大众古玩店》、《祝你健康》
- 动画片：《西游记》、《哪吒传奇》、《三毛流浪记》、《马兰花》、《围棋少年》、《天上掉下个猪八戒》、《小鲤鱼历险记》